# Плућна алвеола
Плућне алвеоле су мали, кесасти мехурићи који се налазе на зидовима терминалних бронхиола, дубоко унутар плућа. Њихов пречник је око 0,1 милиметар, а дебљина мембране око 0,2 микрометара, чиме се омогућава спољашња размена гасова. Функционално, алвеоле су најважнији и структурно најзаступљенији део плућа. У сваком плућном крилу их има по 150 милиона. Укупна површина им је око 140м2. Имају облик дванаестоугла. Око њих се налази густа мрежа капилара, којима од срца пристиже крв осиромашена, а према срцу одлази крв освежена новим кисеоником.
Улога плућних алвеола је да врше спољашњу размену гасова. У њима се кисеоник везује за хемоглобин, који се налази у крви, а из крви се у алвеолама ослобађа угљендиоксид. Кисеоник даље из крви прелази у ткиво, где оксидише угљеник у угљендиоксид и водоник у воду. Угљендиоксид се путем крви преноси у супротном смеру и преко алвеола издисајем избацује из организма.
За време инспирације, тренутка удисаја, повећава се капацитет грудне дупље, ваздух у алвеолама се разређује, па унутрашњи притисак постаје нижи од атмосферског и ваздух дисајним путевима из околине улази у плућа. За време експирације, тренутка издисаја условљене контракцијом мишића грудног коша која доводи до смањења запремине грудне дупље, одиграва се обрнути процес, па угљендиоксид, опет дисајним путевима, напушта организам и нагомилава се у околину.